# 愛のアルバム
『愛のアルバム』（あい-、原題: Penny Serenade）は、1941年に製作・公開されたアメリカ合衆国の映画である。

## 概要
ジョージ・スティーヴンスが監督し、アイリーン・ダンとケーリー・グラントの最後の共演となった。
現在はパブリックドメイン作品となっている。

## あらすじ
離婚を決意したジュリーは、家を出る前に思い出のレコードを聴く。そして夫ロジャーとの出会いからこれまでの日々を思い出す。ジュリーとロジャーはジュリーが勤めていたレコード店で出会い、恋に落ちる。その後、新聞記者のロジャーが東京に赴任することになったのをきっかけに2人は結婚、東京で幸せに暮らし始める。ところがジュリーが妊娠中に大地震が起き、ジュリーは流産、子供の生めない身体となる。
アメリカに戻った2人は、小さな町で新聞社を始める。そして、親友アップルジャックの勧めもあり、2人は養子を取ることになる。慣れない子育てに苦労する2人だったが、アップルジャックの手助けもあり、娘トリナはすくすくと育つ。途中、新聞社の経営が悪化し、養父母としての資格を失いそうになったが、夫婦の娘への強い愛情で困難を乗り切る。
ところがトリナが重い病で急死すると、夫婦の関係は冷ややかのものとなる。そしてジュリーは離婚を決め、家を出ることになったのだ。そこにロジャーがやって来る。改めて話をする2人だったが、離婚は避けられないと覚悟を決めたその時、かつてトリナを紹介してくれた孤児院のミス・オリヴァーから電話がかかって来る。かつて夫婦が養子として求めていた条件にぴったり合う男の子を預かったので是非紹介したいというのだ。2人は見つめ合い、その子を育てようと誓う。

## キャスト
- ジュリー・ガーディナー - アイリーン・ダン： 勤めていたレコード店でロジャーと出会う。
- ロジャー・アダムス - ケーリー・グラント： 新聞記者。後に小さな新聞社を起こす。
- ミス・オリヴァー - ビューラ・ボンディ： 孤児院の女性。ロジャーとジュリーに養子を紹介する。
- アップルジャック - エドガー・ブキャナン： ロジャーの親友。後にロジャーの新聞社で印刷主任に。

## スタッフ
- 監督/製作：ジョージ・スティーヴンス
- 脚本：モリー・リスキンド
- 音楽：W・フランク・ハーリング
- 撮影監督：ジョゼフ・ウォーカー
- 編集：オットー・メイヤー
- 美術：ライオネル・バンクス

## アカデミー賞ノミネーション
- 主演男優賞：ケーリー・グラント[1]